# Budapest főpolgármestere
Budapest főpolgármestere Budapest Fővárosnak a város lakossága által választott első számú vezetője, az önkormányzat hivatalának – a Főpolgármesteri Hivatalnak – irányítója 1990 óta.
1873 és 1945 között a főpolgármester a kormány képviselőjeként állt a fővárosi törvényhatóság (önkormányzat) élén, a vármegyékhez és a vidéki törvényhatósági jogú városokhoz kinevezett főispánokhoz hasonlóan. A fővárosi törvényhatóság első tisztviselője Budapest polgármestere volt.

## A tisztség története 1873 és 1945 között
Budapest főpolgármestere a főváros közigazgatásában hasonló hatáskört töltött be, mint a főispánok a vidéki törvényhatósági jogú városok tekintetében, tehát a kormány képviselője volt, és mint ilyen ellenőrzési joggal és közvetlen befolyással rendelkezett a városi önkormányzat fölött a város területére és lakosságára vonatkozó közigazgatási ügyekben. Emellett ő volt a városi önkormányzat legfontosabb testületeinek, így a törvényhatósági bizottságnak és a közigazgatási bizottságnak az elnöke is, és kinevezési és fegyelmi jogkört gyakorolt a város számos fontos tisztviselője felett. A város gyakorlati vezetését ugyanakkor nem ő, hanem Budapest polgármestere látta el, aki a törvényhatóság első tisztviselője volt.
A főpolgármestert eredetileg a király által a belügyminiszter előterjesztésére kijelölt három egyén közül a fő- és székváros törvényhatósági közgyűlése hat évre választotta. Állásának és hatáskörének általános szabályait az 1872. évi XXXVI. törvénycikk foglalta magában. 1930-tól a főpolgármestert a kormányzó nevezte ki és tetszés szerint el is mozdíthatta, egészen a nyilas hatalomátvételig. 1944. november 8-án, Szálasi Ferenc Mohay Gyulát nevezte ki főpolgármesternek, aki 1945. február 13-ig, Budapest elestéig töltötte be a tisztséget.
A tisztség a közigazgatási és önkormányzati rendszer átszervezésével 1945-ben megszűnt, szerepét részben a törvényhatósági bizottság által választott elnök vette át a tanácsrendszer 1950-es bevezetéséig. A törvényhatósági bizottság elnöke 1945-48 között (köztársasági elnökké választásáig) Szakasits Árpád, majd Köböl József volt.

## A főpolgármesteri tisztség 1990-től
A rendszerváltás után újra bevezették a főpolgármesteri tisztséget. Azóta azonban a főváros élén csak a főpolgármester áll, polgármesternek viszont a kerületek választott vezetőit nevezik.
A főpolgármesteri tisztség tartalmát tekintve tulajdonképpen közelebb áll a korábbi polgármesteréhez, amennyiben az önkormányzat első számú választott tisztségviselője és az önkormányzat hivatalának – a Főpolgármesteri Hivatalnak – irányítója, azonban magába olvasztotta az 1945 előtti főpolgármesteri tisztség önkormányzati elemeit is, így a főpolgármester a Fővárosi Közgyűlés elnöke és vezeti annak üléseit.
Ahogyan a Fővárosi Közgyűlés nincs a kerületi önkormányzatok fölé rendelve, ugyanúgy a főpolgármester sem felettese a kerületi polgármestereknek.

## Főpolgármesterek listája
| Főpolgármester                          | Főpolgármester            | Hivatal kezdete   | Hivatal vége                              | Párt                                          | Párt |
| --------------------------------------- | ------------------------- | ----------------- | ----------------------------------------- | --------------------------------------------- | ---- |
| A harmadik köztársaság főpolgármesterei |                           |                   |                                           |                                               |      |
|                                         | Demszky Gábor (1952–)     | 1990. október 31. | 1994. december 11.                        | SZDSZ                                         |      |
| 1994. december 11.                      | Demszky Gábor (1952–)     | 1998. október 18. |                                           | SZDSZ                                         |      |
| 1998. október 18.                       | Demszky Gábor (1952–)     | 2002. október 20. |                                           | SZDSZ                                         |      |
| 2002. október 20.                       | Demszky Gábor (1952–)     | 2006. október 1.  |                                           | SZDSZ                                         |      |
| 2006. október 1.                        | Demszky Gábor (1952–)     | 2010. október 3.  | SZDSZ–MSZP                                |                                               |      |
|                                         | Tarlós István (1948–)     | 2010. október 3.  | 2014. október 12.                         | Független (Fidesz–KDNP támogatással)          |      |
| 2014. október 12.                       | Tarlós István (1948–)     | 2019. október 31. |                                           | Független (Fidesz–KDNP támogatással)          |      |
|                                         | Karácsony Gergely (1975–) | 2019. október 31. | 2024. október 1.                          | Párbeszéd (Momentum–DK–MSZP–LMP támogatással) |      |
| 2024. október 1.                        | Karácsony Gergely (1975–) | hivatalban        | Párbeszéd (Momentum–DK–MSZP támogatással) |                                               |      |

## Főpolgármester-választások 1990-től
Budapest főpolgármesterét 1990-ben a Fővárosi Közgyűlés választotta tagjai sorából, 1994-től kezdve a város választópolgárai közvetlenül választják. A választás szabályai azóta lényegében változatlanok, a választáson résztvevők számától függetlenül az a jelölt lesz a megválasztott, aki a legtöbb szavazatot kapja. A jelöléshez szükséges ajánlások száma 1994 és 2010 között a főváros választópolgárainak legalább 0,5%-a volt, 2010-től azonban 2%-nyi ajánlás szükséges.

### 1990
A főpolgármestert 1990-ben még a 88 tagú Fővárosi Közgyűlés választotta meg. (A választók közvetlenül a Fővárosi Közgyűlés háromnegyedének összetételéről döntöttek, a további 22 tagot a kerületi képviselő-testületek delegálták, kerületenként egyet.) Ennek ellenére öt párt is megnevezett főpolgármester-jelöltet, akik a következők voltak: Demszky Gábor (SZDSZ), Barsiné Pataky Etelka (MDF), Ungár Klára (Fidesz), Rácz Sándor (FKGP) és Borbély Endre (MSZDP). E pártok fővárosi kampányukat is jelöltjükre építették. A közgyűlésbe végül bejutott pártok közül az MSZP nem nevezte meg jelöltjét.
Az első szabad önkormányzati választások nagyfokú érdektelenségben zajlottak, Budapesten az első fordulóban a választók 37,4%-a, míg a második fordulóban mindössze 34,9%-a vett részt. Az alacsony részvétel miatt az első forduló teljes egészében érvénytelen lett, ugyanis az érvényesség feltétele legalább 40%-os részvétel volt.
A második forduló eredményei alapján a Szabad Demokraták Szövetsége 25 mandátumot (34,68%), a Magyar Demokrata Fórum 20 mandátumot (27,35%), a Fiatal Demokraták Szövetsége 13 mandátumot (18,16%), a Magyar Szocialista Párt 5 mandátumot (7,25%), míg a Kereszténydemokrata Néppárt 3 mandátumot (4,95%) szerzett a listán kiosztott 66-ból. A kerületi delegáltak nagy része az SZDSZ és a FIDESZ megállapodásai alapján e két pártból került ki, így együtt biztos többséggel rendelkeztek a testületben. A két párt a főpolgármester személyéről is megegyezett, így a közgyűlés Demszky Gábort választotta Budapest 1945 utáni első főpolgármesterévé.

### 1994

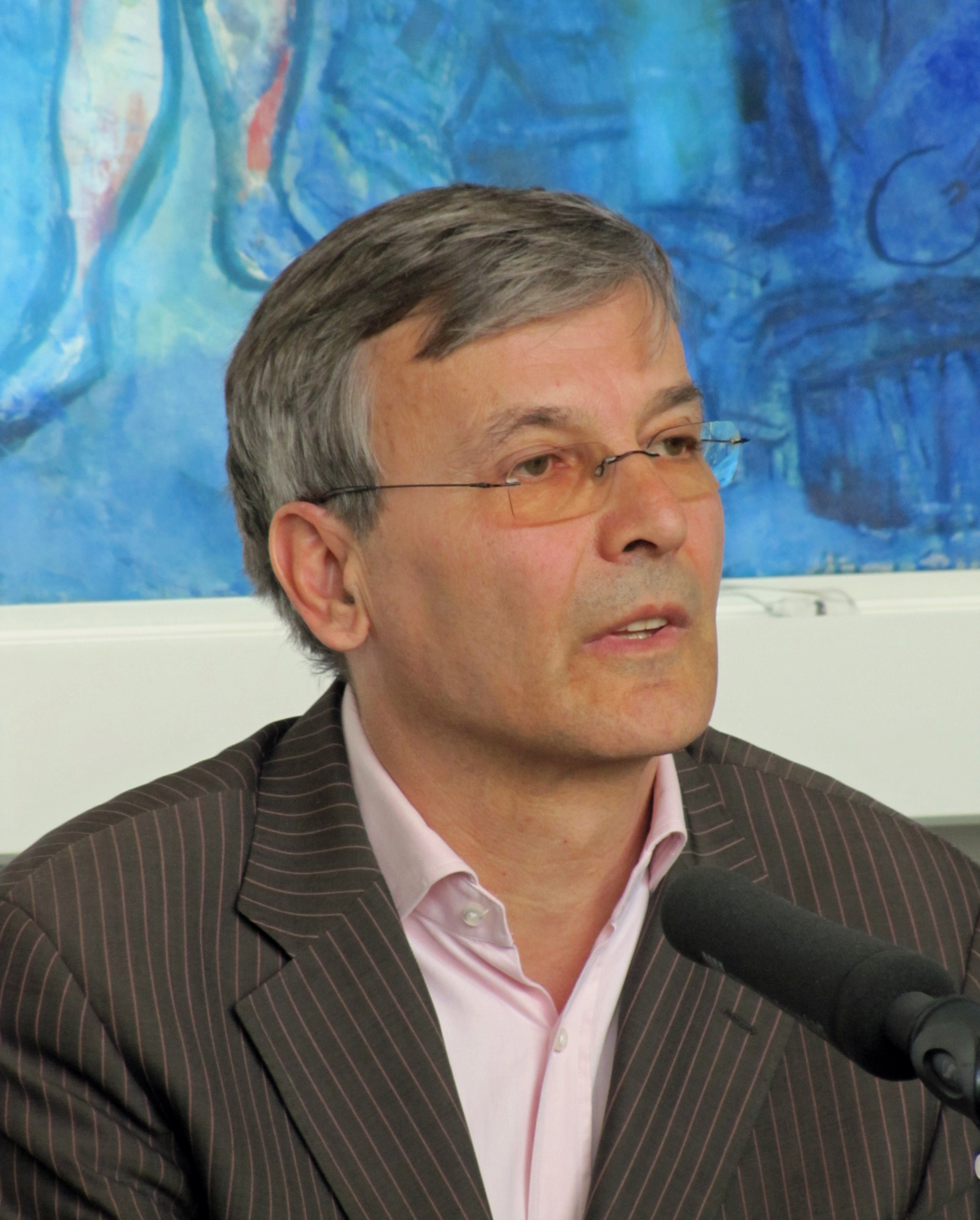
Demszky Gábor

1994. szeptember 30-án az MSZP–SZDSZ-koalíció – kétharmados parlamenti többségére támaszkodva – módosította az önkormányzati képviselők és a polgármesterek választásáról szóló törvényt (1994. évi LXII. törvény). A módosítások nyomán egyfordulóssá vált az önkormányzati választás, a polgármestereket – beleértve Budapest főpolgármesterét is – azóta közvetlenül választják.
| Jelölt neve    | Jelölő szerv.                               | Szavazatok száma | Szavazatok aránya |
| -------------- | ------------------------------------------- | ---------------- | ----------------- |
| Demszky Gábor  | Szabad Demokraták Szövetsége (SZDSZ)        | 215 374          | 36,28%            |
| Latorcai János | Fidesz, MDF, KDNP                           | 168 731          | 28,42%            |
| Baráth Etele   | Magyar Szocialista Párt (MSZP)              | 155 365          | 26,17%            |
| Szabó János    | FKGP-MIÉP                                   | 33 651           | 5,66%             |
| Kollát Pál     | Munkáspárt (MP)                             | 12 767           | 2,15%             |
| Magyar György  | Köztársaság Párt-Vállalkozók Pártja (KP-VP) | 7 706            | 1,29%             |
| Összesen       |                                             | 593 5941         | 100%              |

1Csak az érvényes szavazatok száma (jelölteknél szintén) – érvénytelen szavazatok száma: 6 888
- forrás: Főpolgármester-választások eredményei – 1994-2006 (vokscentrum.hu)

### 1998
| Jelölt neve    | Jelölő szerv.                        | Szavazatok száma | Szavazatok aránya |
| -------------- | ------------------------------------ | ---------------- | ----------------- |
| Demszky Gábor  | Szabad Demokraták Szövetsége (SZDSZ) | 373 969          | 58,22%            |
| Latorcai János | Fidesz, MDF, MDNP, FKGP              | 250 335          | 38,97%            |
| Kollát Pál     | Munkáspárt (MP)                      | 18 008           | 2,80%             |
| Összesen       |                                      | 642 3121         | 100%              |

1Csak az érvényes szavazatok száma (jelölteknél szintén) – érvénytelen szavazatok száma: 9 527
- forrás: 1998-as főpolgármester-választás eredményei (Választás.hu)

### 2002
| Jelölt neve         | Jelölő szerv.                                | Szavazatok száma | Szavazatok aránya |
| ------------------- | -------------------------------------------- | ---------------- | ----------------- |
| Demszky Gábor       | Szabad Demokraták Szövetsége (SZDSZ)         | 348 534          | 46,70%            |
| Schmitt Pál         | Független (Fidesz-támogatással)              | 267 563          | 35,85%            |
| Gy. Németh Erzsébet | Magyar Szocialista Párt (MSZP)               | 98 289           | 13,17%            |
| Csurka István       | Magyar Igazság és Élet Pártja (MIÉP)         | 24 341           | 3,26%             |
| Droppa György       | Összefogás Magyarországért Centrum (Centrum) | 4 404            | 0,59%             |
| Karacs Lajosné      | Munkáspárt (MP)                              | 3 121            | 0,42%             |
| Összesen            |                                              | 746 2521         | 100%              |

1Csak az érvényes szavazatok száma (jelölteknél szintén) – érvénytelen szavazatok száma: 7 502
- forrás: 2002-es főpolgármester-választás eredményei (Választás.hu)

### 2006
| Jelölt neve   | Jelölő szerv.                                                         | Szavazatok száma | Szavazatok aránya |
| ------------- | --------------------------------------------------------------------- | ---------------- | ----------------- |
| Demszky Gábor | Szabad Demokraták Szövetsége (SZDSZ) – Magyar Szocialista Párt (MSZP) | 362 289          | 46,86%            |
| Tarlós István | Független (Fidesz–KDNP-támogatással)                                  | 349 412          | 45,20%            |
| Katona Kálmán | Magyar Demokrata Fórum (MDF)                                          | 46 367           | 6,00%             |
| Zsinka László | Magyar Igazság és Élet Pártja (MIÉP)                                  | 10 791           | 1,40%             |
| Székely Péter | Magyar Munkáspárt (MP)                                                | 4 212            | 0,54%             |
| Összesen      |                                                                       | 773 0711         | 100%              |

1Csak az érvényes szavazatok száma (jelölteknél szintén). Érvénytelen szavazatok száma: 10 579
- forrás: 2006-os főpolgármester-választás eredményei (Választás.hu)

### 2010
| Jelölt neve   | Jelölő szerv.                             | Szavazatok száma | Szavazatok aránya |
| ------------- | ----------------------------------------- | ---------------- | ----------------- |
| Tarlós István | Fidesz–Kereszténydemokrata Néppárt (KDNP) | 321 908          | 53,37%            |
| Horváth Csaba | Magyar Szocialista Párt (MSZP)            | 177 783          | 29,47%            |
| Jávor Benedek | Lehet Más a Politika (LMP)                | 59 638           | 9,89%             |
| Staudt Gábor  | Jobbik Magyarországért Mozgalom           | 43 839           | 7,27%             |
| Összesen      |                                           | 603 1681         | 100%              |

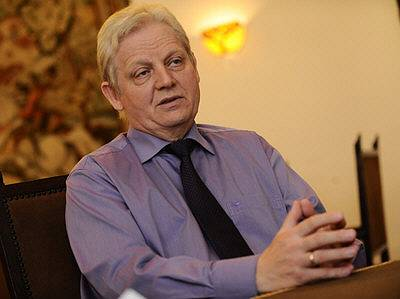
Tarlós István

1Csak az érvényes szavazatok száma (jelölteknél szintén). Érvénytelen szavazatok száma: 7 796
- forrás: 2010-es főpolgármester-választás eredményei (Választás.hu)

### 2014
| Jelölt neve   | Jelölő szerv.                                            | Szavazatok száma | Szavazatok aránya |
| ------------- | -------------------------------------------------------- | ---------------- | ----------------- |
| Tarlós István | Fidesz-KDNP                                              | 290 675          | 49,06%            |
| Bokros Lajos  | MoMa (a DK, az Együtt és a budapesti MSZP támogatásával) | 213 550          | 36,04%            |
| Staudt Gábor  | Jobbik                                                   | 42 093           | 7,1%              |
| Csárdi Antal  | LMP                                                      | 33 689           | 5,69%             |
| Bodnár Zoltán | MLP                                                      | 12 461           | 2,1%              |
| Összesen      |                                                          | 592 4681         | 100%              |

1Csak az érvényes szavazatok száma (jelölteknél szintén). Érvénytelen szavazatok száma: 11 563

### 2019
| Jelölt neve       | Jelölő szerv.                                    | Szavazatok száma | Szavazatok aránya |
| ----------------- | ------------------------------------------------ | ---------------- | ----------------- |
| Karácsony Gergely | Momentum-DK-MSZP-Párbeszéd-LMP-MLP               | 353 593          | 50,86%            |
| Tarlós István     | Fidesz-KDNP                                      | 306 608          | 44,1%             |
| Puzsér Róbert     | Független (Állampolgárok a Centrumban Egyesület) | 30 972           | 4,46%             |
| Berki Krisztián   | Független                                        | 4045             | 0,58%             |
| Összesen          |                                                  | 695 2181         | 100%              |

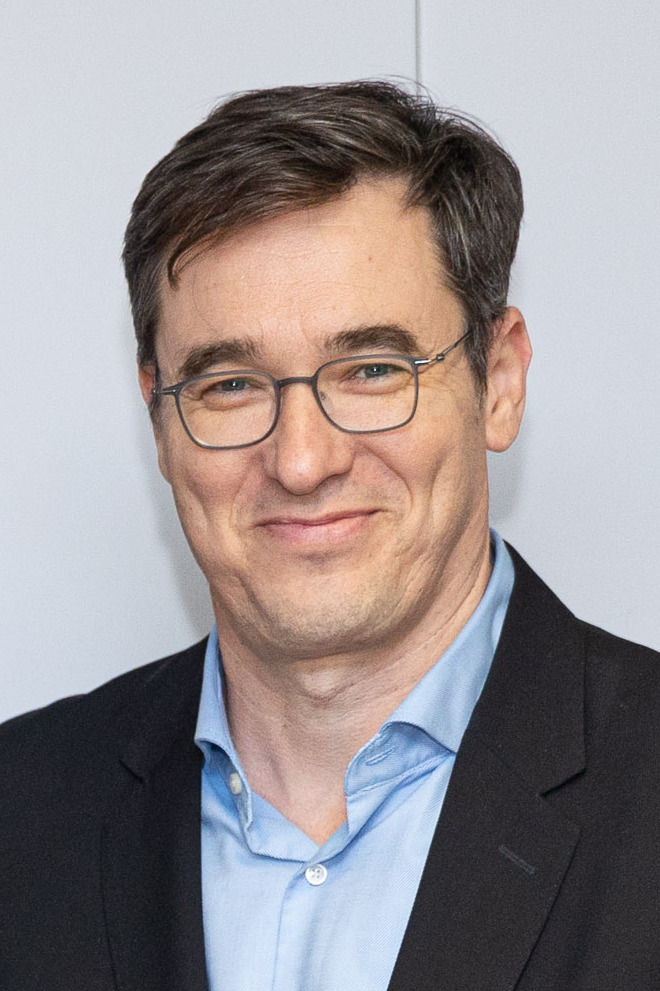
Karácsony Gergely

1Csak az érvényes szavazatok száma (jelölteknél szintén). Érvénytelen szavazatok száma: 8388

### 2024
| Jelölt neve       | Jelölő szerv.                             | Szavazatok száma | Szavazatok aránya |
| ----------------- | ----------------------------------------- | ---------------- | ----------------- |
| Karácsony Gergely | DK-MSZP-Párbeszéd (Momentum támogatással) | 371 538          | 47,53%            |
| Vitézy Dávid      | Vitézy Dáviddal Budapestért-LMP           | 371 245          | 47,49%            |
| Grundtner András  | Mi Hazánk                                 | 38 984           | 4,99%             |
| Összesen          |                                           | 781 7671         | 100%              |

1Csak az érvényes szavazatok száma (jelölteknél szintén). Érvénytelen szavazatok száma: 24 548